# Effrosyni Sfyri
Effrosyni "Efi" Sfyri grego:Ευφροσύνη "Έφη" Σφυρή;(Atenas, 8 de janeiro de 1971) é uma ex-jogadora de vôlei de praia grega, campeã européia no ano de 2001 na Italia.

## Carreira
Em 2000 disputou os Jogos Olímpicos de Sydney ao lado de Vasso Karadassiou e com esta atleta obteve sua primeira medalha de ouro continental, ou seja, no Campeonato Europeu de 2001 na cidade de Jesolo e ainda disputaram em Atenas os Jogos Olímpicos de 2004.